# دهستان نوکندکلا
نوکندکلا، دهستانی از توابع بخش مرکزی شهرستان قائم‌شهر در استان مازندران ایران است.

## جمعیت
براساس سرشماری سال ۱۳۸۵جمعیت آن ۲۵۹۴۱ نفر (۶۸۷۰ خانوار) بوده‌است.